# Союз комуністів України

Сою́з комуні́стів Украї́ни — Спілка комуністів України (рос: Союз коммунистов Украины, укр: Спілка комуністів України, скорочено СПУ або КПУ) - українська антиревізіоністська марксистсько-ленінська комуністична партія. 
У травні 2015 року набув чинності пакет нових українських законів про декомунізацію, які забороняють Союзу комуністів України брати участь у виборчій політиці.

## Історія
Установча конференція Союзу комуністів відбулася в грудні 1992 р., а зареєстрована вона була в березні 1993 р. На момент створення 12 березня 1993 р. партія налічувала 2 000 членів у 13 областях. Лідером організації був зареєстрований Юрій Соломаті.  Головним оплотом партії був Луганськ. Спочатку багато членів партії були також пов'язані з Комуністичною партією України (КПУ), хоча КПУ незабаром почала зачистку дисидентських елементів. Хоча вплив Союзу комуністів зменшився, на ранньому етапі він виступав як конкурент КПУ на південному сході України.
На 23-му з'їзді Союзу комуністичних партій - Комуністичної партії Радянського Союзу, що відбувся у березні 1993 року, СПУ увійшла до нього як асоційований член. Вважаючи себе законним спадкоємцем КПРС, СПУ вимагала повернення майна КПРС, захопленого українською державою. Організація закликала до відтворення Радянського Союзу.
Союз комуністів почав видавати теоретичний журнал "Марксизм і сучасність" з Києва в 1995 році. Політично він близький до Російської комуністичної робітничої партії, і багато людей (включаючи Яброву) мають подвійне членство.
На початку 2000-х років групу очолювала Таміла Яброва.
У 2013 році партія взяла участь у створенні Ініціативи комуністичних і робітничих партій.
У травні 2015 року в Україні набули чинності закони про заборону комуністичної символіки. Попри це, СПУ продовжила активну діяльність.
У червні 2022 року партія оприлюднила заяву, в якій засудила російське вторгнення в Україну як "імперіалістичне"